# دریاچه سوپریور

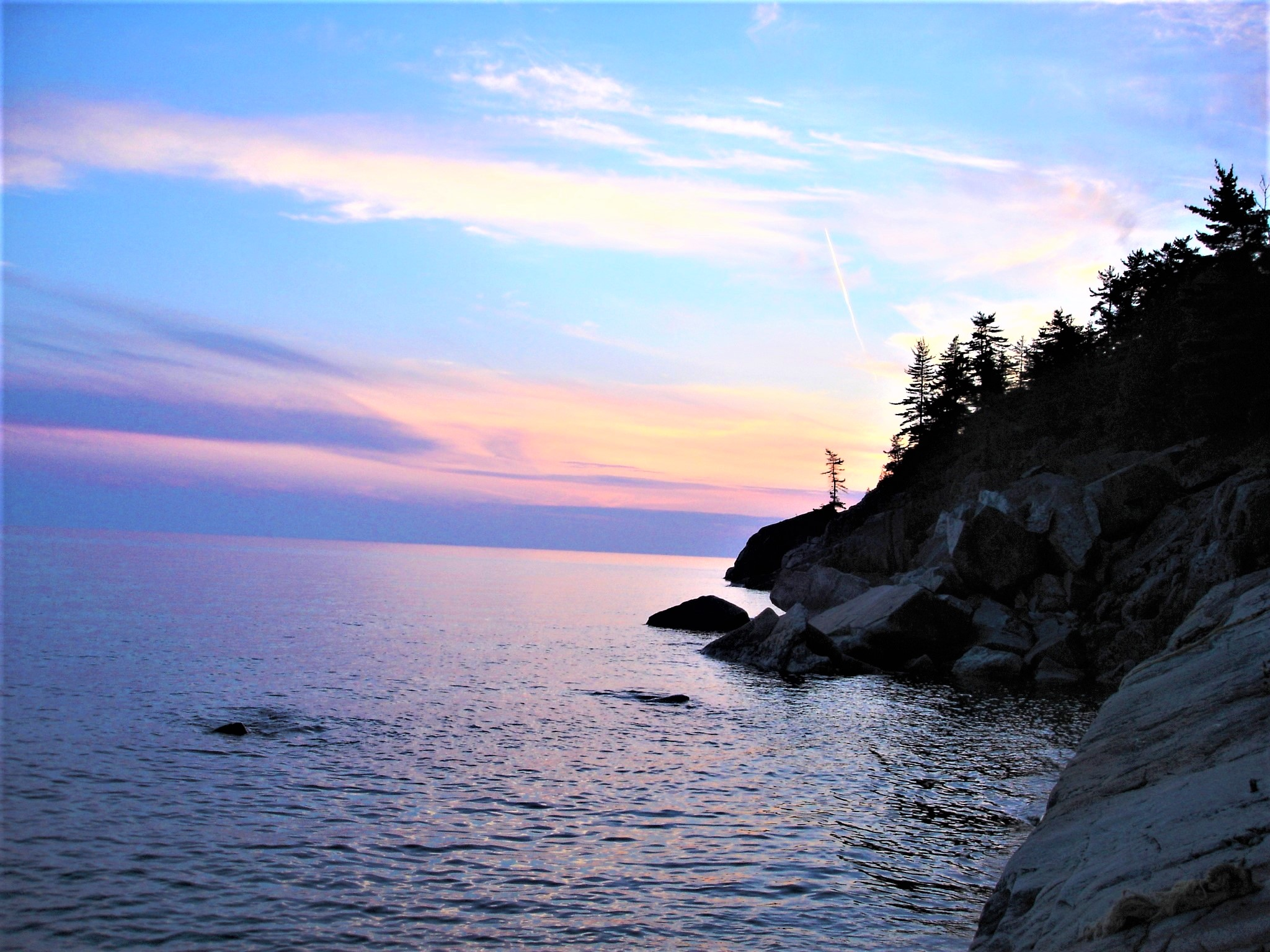
دریاچه سوپریور

دریاچه سوپریر (به انگلیسی: Lake Superior) (به معنی دریاچه برتر) یکی از دریاچه‌های بزرگ واقع در آمریکای شمالی است که در مرز ایالات متحده آمریکا با کانادا قرار گرفته‌است. در صورتی که دریاچه‌های هورون و میشیگان را جدا از هم فرض کنیم (که به صورت سنتی جداگانه شناخته می‌شوند)، دریاچه سوپریر بزرگ‌ترین دریاچه آب شیرین جهان از لحاظ مساحت می‌باشد و در صورتی که دریاچه‌های هورون و میشیگان را یکی فرض کنیم که از لجاظ جغرافیایی معمولاً یکی شناخته می‌شوند، این دریاچه دومین دریاچه آب شیرین جهان از لحاظ سطح می‌باشد. از لحاظ حجم دریاچه سوپریر سومین دریاچه آب شیرین جهان از لحاظ حجم می‌باشد.
این دریاچه بین ایالت انتاریو کانادا و آمریکا (میشیگان، ویسکانسین و مینه سوتا) قرار دارد. آثار تاریخی نقاشی بومیان اولیه در قسمتی از دیوارهای سنگی دریاچه وجود دارد که به علایم تصویری آگاوا (Agawa Pictograph) معروفند.